# Josef Thalmaier
Josef Thalmaier (* 1934 in Fahlenbach bei Rohrbach; † 2022) war ein bayerischer Volksschauspieler.

## Leben
Thalmaier war seit Ende der 1970er-Jahre in Film und Fernsehen präsent. Bekannt wurde er durch zahlreiche Auftritte in Fernsehserien wie beispielsweise Der Millionenbauer, Café Meineid, Polizeiinspektion 1, Unsere schönsten Jahre, Irgendwie und Sowieso, Die schnelle Gerdi, Die Fernsehsaga und Der Bulle von Tölz.
Im Herbst/Winter 2011/2012 verkörperte er in der Familienserie des Bayerischen Rundfunks Dahoam is Dahoam die Rolle des Brauereibesitzers Klaus Sternbacher.
Im Bayerischen Rundfunk war er auch mit seiner eigenen Sendung Thalmaiers Reisen Teil des Programms.
Zudem war Josef Thalmaier regelmäßig auf Theaterbühnen in München wie Georg Maiers Iberl Bühne zu sehen.
Auf ServusTV war er in dem im Oktober 2022 erstmals ausgestrahlten Altaussee-Krimi Letzte Bootsfahrt zu sehen, auch in Letzter Kirtag und Letzter Gipfel, den ersten beiden Teilen der Reihe, hatte er in einer kleinen Rolle mitgewirkt.

## Filmographie (Auswahl)
- 1983: Unsere schönsten Jahre (Fernsehserie, Folge Wochenend und Sonnenschein)
- 1983, 1985: Polizeiinspektion 1 (Fernsehserie, 2 Folgen)
- 1984: Mensch Bachmann (Fernsehserie, Folge Reisen, sehen, träumen)
- 1986: Xaver und sein außerirdischer Freund
- 1986: Irgendwie und Sowieso (Fernsehserie, Folge Manhattan)
- 1988: Der Millionenbauer (Fernsehserie, 4 Folgen)
- 1989: Die schnelle Gerdi (Fernsehserie, Folge Muttertag)
- 1990–1997: Löwengrube (Fernsehserie, 7 Folgen)
- 1990–1998: Weißblaue Geschichten (Fernsehserie, 7 Folgen)
- 1993–1995: Peter und Paul (Fernsehserie)
- 1994–1997: Anna Maria – Eine Frau geht ihren Weg (Fernsehserie, 21 Folgen)
- 1997: Der Bulle von Tölz: Bei Zuschlag Mord
- 1997: Mali (Fernsehfilm)
- 1998: Sylvia – eine Klasse für sich (Fernsehserie)
- 1999: Der Komödienstadel – Lachende Wahrheit – als Nikodemus Sterntaler, Bauer
- 1999: Der Komödienstadel – Der Zigeunersimmerl – als Bürgermeister
- 2000: Der Komödienstadel – S'Herz am rechten Fleck – als Peter Purm, Bürgermeister
- 2001: Allein unter Männern
- 2003: Der Bulle von Tölz: Berliner Luft
- 2006: München 7 (Fernsehserie, Folge Und dann so was)
- 2006: Polizeiruf 110: Er sollte tot (Fernsehreihe)
- 2011: Der Kaiser von Schexing
- 2011: Die Rosenheim-Cops (Krimiserie, Folge Tod eines Schiris)
- 2013: D’Sunn scheind schee (Kurzfilm)
- 2018: Alt, aber Polt (Fernsehfilm)
- 2020–2022: Der Altaussee-Krimi (Fernsehfilmreihe)
  - 2020: Letzter Kirtag
  - 2021: Letzter Gipfel
  - 2022: Letzte Bootsfahrt